# Мицкевич, Дэвид
Дэвид Мицкевич (американское произношение: Мискевидж; англ. David Miscavige; род. 30 апреля 1960, Филадельфия, Пенсильвания) — второй и действующий фактический лидер Церкви саентологии, преемник её основателя Рона Хаббарда (1911—1986). За почти сорок лет руководства организацией неоднократно сталкивался с исками и расследованиями по подозрению в причастности к таким преступлениям, как похищение человека, торговля людьми, жестокое обращение с детьми, а также побои, но никогда не был осуждён.
Близкий друг актёра-саентолога Тома Круза, был его шафером на свадьбе с Кэти Холмс .  

## Биография
Родился в 1960 году в Бристоле, штат Пенсильвания в семье католика польского происхождения Рональда Томаса «Рона» Мицкевича и его жены, католички итальянского происхождения Лоретты Гидаро. У него была (или есть) сестра-близнец Дениз Мицкевич. 
Рос в штате Нью-Джерси. Будучи ребёнком, увлекался бейсболом и американским футболом, но из-за астмы не мог полноценно заниматься обоими видами спорта. Отец Дэвида, по совету знакомых, отвёл сына к знакомому-саентологу, который «излечил его от астмы». После этого «чудесного исцеления» вся семья Мицкевичей присоединилась к Церкви саентологии (1971) и переехала в Великобританию, где тогда находилась штаб-квартира организации, а несколько лет спустя вернулась в США и поселилась в Филадельфии, где Дэвид посещал среднюю школу. 
В 1976 году, с разрешения отца, Мицкевич бросил школу в свой шестнадцатый день рождения и переехал во Флориду, где вступил в «Морскую организацию», своего рода гвардию наиболее убеждённых приверженцев Рона Хаббарда. К 1977 году Мицкевич переехал в Калифорнию, где работал непосредственно под руководством Хаббарда.
С годами власть Мицкевича и его влияние в Морской организации только росли. К концу 1981 года Мицкевич возглавлял в Церкви саентологии «Комитет по надзору» и «Отдел всеобщего освобождения», а также Author Services Inc., коммерческую организацию, созданную в 1981 году для управления литературными и финансовыми делами Хаббарда. Основным конкурентом структур, подконтрольных Мицкевичу, был Совет Хранителей, возглавляемый женой Хаббарда Мэри Сью. К 1982 году Мицкевич, путём  действий, прозрачность которых оспаривалась, убедил Мэри Сью уйти в отставку, провёл «чистку» личного состава Совета Хранителей, и сосредоточил большую часть полномочий, связанных с руководством «церковью», в своих руках. После смерти Хаббарда (1986) Мицкевич занял должность главы Церкви саентологии и, по данным организации, «духовного лидера саентологической религии». В Морской организации Мицкевич носит звание «капитана» и является ее членом самого высокого ранга (фактическим руководителем).
Мицкевичу удалось построить или обновить более 70 офисов своей организации в различных городах и странах, из которых крупнейший, во Флориде, представляет собой здание площадью 35 000 квадратных метров. 
На протяжении последующих без малого сорока лет Мицкевич неоднократно критиковался СМИ различных стран, становился фигурантом обвинений и расследований, связанных с его предполагаемой ролью в избиениях своих сторонников, рабстве, торговле людьми и жестоком обращении с детьми. В передовице авторитетного журнала Time под названием «Процветающий культ жадности и власти», Мицкевич ещё в 1991 году был описан как «главарь» «чрезвычайно прибыльного мирового рэкета, который выживает, запугивая членов (своей организации) и критиков в манере, подобной (той, которая характерна для) мафии».
Мицкевич, со своей стороны, тратил значительные средства на юристов, подавал на критиков иски о клевете, тратил значительные финансовые средства на продвижение и «отбеливание репутации» своей организации. 
В 1992 году он добился от американской налоговой службы признания своей организации некоммерческой и её освобождения от уплаты налогов. Чтобы объявить о своем «достижении», Мицкевич, как сообщается, собрал 10 000 членов организации на Мемориальной спортивной арене Лос-Анджелеса, где выступил с речью, длившейся два с половиной часа, и провозгласил: «Война окончена!». Толпа сторонников устроила Мицкевичу овацию, которая длилась более десяти минут. 
При этом Мицкевич старательно избегал прямого общения с внешней аудиторией. За сорок лет руководства организацией он дал всего несколько интервью независимой прессе, и крайне редко участвовал (если вообще участвовал) в публичных дебатах со своими оппонентами.

## Брак и предполагаемая пропажа жены
Мицкевич женат на женщине-члене Морской организации Шелли Барнетт, которую никто из не-саентологов не видел на публике с 2007 года, когда она появилась на похоронах своего отца. На все запросы прессы о её местонахождении, адвокаты, заявляющие, что представляют интересы Шелли, отвечали, что она «никуда не пропала и посвящает (всё) свое время работе (на благо) Церкви саентологии».
В 2013 году, спустя примерно 6 лет после того, как неаффилированные лица видели Шелли в последний раз, полиция Лос-Анджелеса возбудило дело по подозрению в похищение Шелли Мицкевич, которое было закрыто, когда представителям полиции, согласно их заявлению, удалось увидеться и побеседовать с ней. При этом представители полиции отказались отвечать на вопросы о деталях этой встречи. Публицист Лоуренс Райт утверждает, что бывшие члены Морской организации сообщили ему, что, по их мнению, Шелли Мицкевич все эти годы принудительно удерживается на территории корпорации Церкви духовных технологий саентологов недалеко от городка Раннинг-Спрингс в округе Сан-Бернардино.

## Конфликт с отцом
В 2012 году отец Дэвида, Рон Мицкевич, до этого остававшийся приверженцем организации, получив доступ к новой информации, вышел из «церкви» и в дальнейшем стал её публичным противником. Газета «Los Angeles Times» сообщила о том, что после этого «церковь» установила наблюдение за отцом своего лидера. В заметке утверждалось, что саентологи заплатили двум частным детективам, чтобы они следили за Мицкевичем-старшим круглосуточно в течение 18 месяцев за 10 000 долларов в неделю. Сообщалось, что наблюдение было установлено «потому, что (Дэвид) Мицкевич боялся, что его отец слишком много расскажет о деятельности организации». 
В какой-то момент детективы, наблюдавшие за Роном Мицкевичем, подумали что у него сердечный приступ, и, как сообщается, позвонили Дэвиду, который велел им не вмешиваться: «Если Рону пришло время умереть, дайте ему умереть и не вмешивайтесь (в это) никоим образом». Дэвид Мицкевич в дальнейшем отрицал, что вообще отдавал приказы об организации наблюдения или разговаривал с кем-то из детективов. 
В 2016 году Рон опубликовал книгу под названием «Безжалостный: Саентология, мой сын Дэвид Мицкевич и я». 
Журналист Томас Тобин из Tampa Bay Times в рецензии на книгу написал, что Рон «описывает своего сына как тирана, который превратил организацию в инструмент разрушительного влияния». Тобин написал, что Рон Мицкевич считает, что «церковь» «превратилась в безнравственную организацию, которая скрывает длинный список злоупотреблений, тратит миллионы на преследование своих критиков и разрушает семьи, включая его собственную, посредством своей практики разрыва отношений (с не-последователями)».